# Repercusión (canto)
Repercusión es una técnica especial de canto que consiste en cantar un tono con entonacion constante.
Esta técnica fue y es especialmente utilizada en el Canto gregoriano cuando la repetición del sonido es prescrita por ciertos neumas, como la distrofa y la tristrofa. Las vocales se modulan en volumen, sin que necesariamente resulte en una fluctuación de tono, trémolo o vibrato. Si el canto no lo ejecuta un solista, los cantantes modulan sus voces al unísono siguiendo las indicaciones del kantor. El canto correcto de la repercusión requiere entrenamiento vocal y unos recursos respiratorios adecuados.
Un término similar, que no debe confundirse porque tiene un significado diferente, es el de "repercussa". Que es un nombre alternativo para la dominante en los modos de canto eclesiástico, mientras se denomina "finalis" a la tónica.